# Bande dessinée indonésienne
La bande dessinée indonésienne désigne les bandes dessinées produites en Indonésie ou par des auteurs indonésiens. 
Introduite par les Néerlandais à l'époque coloniale, la bande dessinée indonésienne a connu un âge d'or dans les années 1960 et 1970 avant de péricliter. Elle connaît un certain regain depuis le début du XXIe siècle.

### Documentation
- Marcel Bonneff, « Les Bandes dessinées en Indonésie : Diffusion et Public », Archipel, no 4,‎ 1972, p. 169-178 (lire en ligne).
- Marcel Bonneff, « Deux images pour un rêve : La Bande dessinée et le Cinéma indonésiens », Archipel, no 5,‎ 1973, p. 1978-208 (lire en ligne).
- Marcel Bonneff, Les Bandes dessinées indonésiennes : Une mythologie en image, Paris, Puyraimond, 1976, 297 p. (ISBN 2-85928-006-5).
- (en) John A. Lent, « Indonesia », dans Asian Comics, University Press of Mississippi, 2015 (ISBN 9781496813015), p. 131-152.